# 儲存庫
仓库（英語：repository）亦称储存库、资源库、资源库、版本库、代码库、存放库等，在版本控制系统中是指在磁盘存储上的数据结构，其中包含了文件、目录以及元数据。仓库可能为分布式（如Git）或集中式（如Subversion）。分布式的仓库可以复制到每个用户的本地；集中式的仓库只能保存在服务器上。
仓库中包含的元数据一般有：
- 仓库中文件变化的历史记录。[5]
- 提交对象的集合。
- 提交对象的引用，称为heads。